# TW Horologii

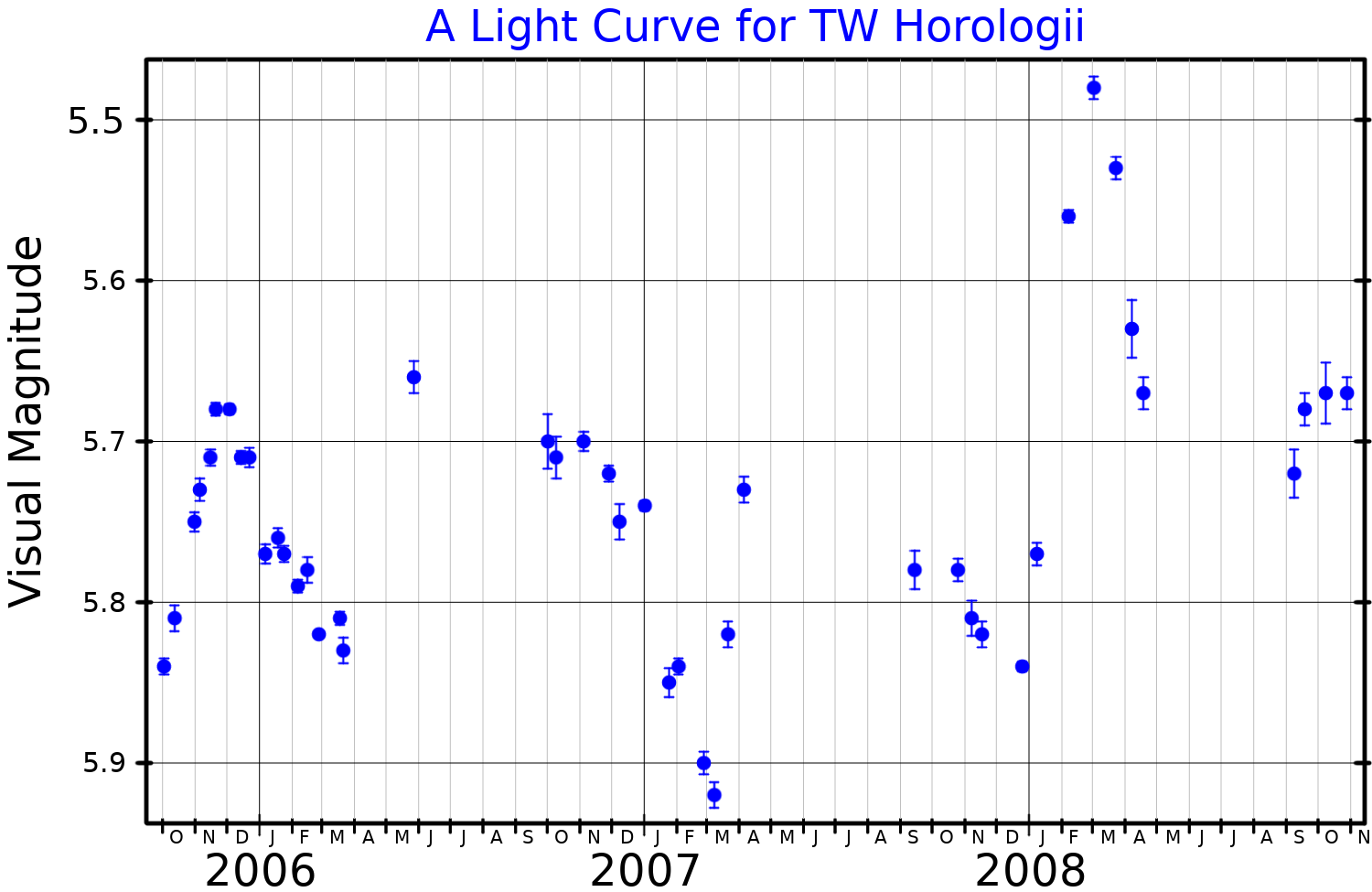
Curva de luz de TW Horologii

TW Horologii (TW Hor / HD 20234 / HR 977) es una estrella variable en la constelación austral de Horologium, el reloj. Situada a 1330 años luz de distancia del sistema solar, probablemente es miembro del cúmulo abierto NGC 1252, cuya edad es de unos 500 millones de años.
TW Horologii es una estrella de carbono de tipo espectral C5II, aunque también ha sido clasificada como C7,2(NO). Estas son estrellas de tipo tardío similares a las gigantes rojas, cuya atmósfera, a diferencia de las estrellas «normales», contiene más carbono que oxígeno. Se caracterizan por tener una apariencia roja sobresaliente para el observador.
Con una temperatura superficial en torno a 3250 K, el radio de TW Horologii es 300 veces más grande que el radio solar. Las capas exteriores de la estrella constan de una fotosfera a 2800 K, una cromosfera caliente —entre 5000 y 8000 K—, y un disco circunestelar y caparazón de gas. Su luminosidad, considerando la energía emitida en todas las longitudes de onda, es 9000 veces superior a la del Sol. Asimismo, TW Horologii es una variable semirregular SRB, cuyo brillo varía entre magnitud aparente +5,52 y +5,95 en un período de 158 días.